# Paralomis elongata
Paralomis elongata is een tienpotigensoort uit de familie van de Lithodidae. De wetenschappelijke naam van de soort is voor het eerst geldig gepubliceerd in 2006 door Spiridonov, Turkay, Arntz & Thatje.